# آنتونی هریس بنت
آنتونی هریس بنت (انگلیسی: Anthony Bennett؛ زادهٔ ۱۴ مارس ۱۹۹۳) بازیکن بسکتبال اهل کانادا است.
از باشگاه‌هایی که در آن بازی کرده‌است می‌توان به تورنتو رپترز، مینه‌سوتا تیمبرولوز، باشگاه بسکتبال مردان فنرباغچه، کلیولند کاوالیرز، بروکلین نتس، و مین رد کلاوز اشاره کرد.
وی در مسابقات کشوری و بین‌المللی در مجموع برندهٔ ۱ مدال نقره، ۳ مدال برنز شده‌است.